# Ratrans Esporte Clube
Ratrans Esporte Clube é uma agremiação de São Sebastião do Passé, na Bahia. Seu estádio é o Antônio Pena, com capacidade para 3.000 espectadores. Suas cores são azul e branco.

## História
Foi fundado pela transportadora de mesmo nome. Participou do Campeonato Baiano da 2ª Divisão nos anos de 1990, 1992, 1994 e 1998 sem obter resultados expressivos.
O clube ficou conhecido nacionalmente por revelar o atleta Magno Alves, que atuou durante vários anos no Fluminense Football Club, tornando-se um dos maiores artilheiros da história do clube e até chegando a Seleção Brasileira, em 2001.
Apesar de não disputar nenhum campeonato desde 1998, a equipe ainda consta como filiada a Federação Bahiana de Futebol.